# Zagrebačka nadbiskupija
Zagrebačka nadbiskupija (lat. Archidioecesis Zagrebiensis) je brojem vjernika najveća upravna jedinica Katoličke Crkve u Hrvatskoj. Obuhvaća Grad Zagreb i Krapinsko-zagorsku županiju te veći dio Zagrebačke i Karlovačke županije. Ujedno je i metropolija kojoj su podložne Varaždinska, Sisačka, Bjelovarsko-križevačka biskupija i grkokatolička Križevačka eparhija. Kako je njezino sjedište u glavnome gradu Republike Hrvatske, obično se smatra i središtem Katoličke crkve u Hrvatskoj, iako su joj u crkvenopravnomu smislu ravnopravne Nadbiskupije Riječka, Splitsko-makarska, Zadarska i Đakovačko-osječka, dok je Zadarska izravno podređena Svetoj Stolici. U Zagrebu je također sjedište Hrvatske biskupske konferencije (HBK) i Vojnoga ordinarijata.

## Povijest
Zagrebačku biskupiju utemeljio je oko 1094. godine hrvatsko-ugarski kralj Ladislav, kako bi učvrstio svoju novostečenu vlast nad Posavskom Hrvatskom. Nova dijeceza je upravno podvrgnuta Nadbiskupiji u Ostrogonu (današnji Esztergom u Mađarskoj), a zatim 1180. godine Kaločkoj nadbiskupiji, pod čijom je upravom ostala sve do 1852. godine.
Od 13. stoljeća zagrebački biskupi nastoje da se zagrebačka biskupija podigne na čast nadbiskupije i tako izuzme ispod ugarske crkvene hijerarhije. Do sredine 19. stoljeća sprječavale su to nepovoljne političke okolnosti (provala Tatara, Mletačka Republika i Osmanlije te ugarski crkveni vrh). 
Višestoljetna problematika uzdignuća zagrebačke biskupije na čast nadbiskupije našla se opet na dnevnome redu u doba intenziviranog procesa hrvatskoga narodnog preporoda. Stvar je u svoje ruke uzeo Hrvatski sabor, kojim je predsjedao zagrebački biskup Juraj Haulik u časti banskoga namjesnika. Nakon toga, 1850. godine ban Josip Jelačić urgirao je u Beču, u međuvremenu su 1848. prekinuti odnosi kraljevina Hrvatske i Ugarske, i molio da se zagrebačka biskupija uzvisi na čast nadbiskupije i metropolije. Konačno je 12. kolovoza 1850. godine sam kralj Franjo Josip I. potpisao odredbu kojom se zagrebačka biskupija uzvisuje na čast nadbiskupije za hrvatsko-slavonsku crkvenu pokrajinu. Zbog dugotrajnog otpora ostrogonskog i kaločkog nadbiskupa i Sveta je Stolica odgađala konačno rješenje dvije godine. 
Zahvaljujući ponovnoj urgenciji bana Jelačića i ustrajnu nastojanju bečke vlade te konačnom zauzimanju papinskog nuncija u Beču, nadbiskupa i kardinala Mihalja Viale-Prela, sve je riješio papa Pio IX. koji je 11. prosinca 1852. objavio svečanu bulu Ubi primum placuit. Tom se papinskom bulom ustanovljuje i određuje da se zagrebačka biskupija podigne na nadbiskupiju, a da grad Zagreb, odnosno crkva Uznesenja Blažene Djevice Marije bude metropolitanskom crkvom nove nadbiskupije i njezinim sjedištem, a njezinom predstavniku nadbiskupu pripao bi palij, križ i sve časti povezane uz taj naslov. Ta se nadbiskupija osniva kao samostalna hrvatsko-slavonska crkvena pokrajina. Novoj metropoliji podređene su biskupije koje su do sada sa zagrebačkom pripadale Kaločkoj metropoliji. Prema tome, zagrebačkoj su nadbiskupiji podređene Bosansko-srijemska biskupija (đakovačka), Senjsko-modruška biskupija i Križevačka biskupija (grkokatolička). Prema idućoj odredbi Svete Stolice, papinski nuncij kardinal Viale-Prela svečano je 8. svibnja 1853. godine u zagrebačkoj katedrali ustoličio prvoga zagrebačkog nadbiskupa Jurja Haulika. Hrvatski se narod u crkvenom pogledu potpuno oslobodio mađarskog utjecaja, a bio je to i korak prema potpunoj samostalnosti Hrvatske i njezinoj teritorijalnoj cjelovitosti. 
Za vrijeme Drugoga svjetskog rata u Zagrebačkoj nadbiskupiji ubijeno je 60 svećenika i 4 bogoslova, 6 svećenika je umrlo u zatvoru, a trojica su umrla od posljedica zatvorske torture.
U 20. stoljeću javilo se pitanje podjele nadbiskupije koja je postala prevelika površinom i brojem vjernika, a time i teška za pastoralno upravljanje. Nadbiskup Stepinac je 1930-ih pokrenuo pitanje osnivanja novih biskupija u Varaždinu i Požegi, ali ni tadašnje političke prilike nisu bile povoljne za Katoličku Crkvu. Nove su biskupije utemeljene tek 1997. godine, nakon što je uspostavljena samostalna hrvatska država. U planu je također obnavljanje drevne Sisačke biskupije, te uspostava posebne Slavonske metropolije sa sjedištem u Đakovu koje se ostvarilo na dan 18. lipnja 2008. godine kada je apostolski nuncij u Hrvatskoj Mario Roberto Cassari objavio odluku pape Benedikta XVI. o uspostavljanju Đakovačko-osječke nadbiskupije i obnove Srijemske biskupije. Godine 2010. odvajaju se dvije nove biskupije: Sisačka i Bjelovarsko-križevačka.
Tijekom 2016. i 2017. održana su zasjedanja Druge nadbiskupijske sinode.

## Uprava
Do podjele 1997. godine i stvaranja novih biskupija Zagrebačka nadbiskupija bila je jedna od najvećih upravnih jedinice Katoličke Crkve u čitavoj Europi, s više od dva milijuna vjernika. No i dalje je bila prevelika i uslijedila su nova odvajanja 2010. godine.
Nadbiskupija se danas proteže na župe 1. Katedralnog arhiđakonata (Gornjogradski, Maksimirsko-trnjanski, Trešnjevački, Kustošijski, Novozagrebački), 2. Karlovačko-goričkoga arhiđakonata (Karlovački, Dugoreško-mrežnički, Jastrebarski i Ozaljsko-lipnički dekanat), 3. Turopoljskoga arhiđakonata (Velikogoričko-odranski, Samoborsko-okićki i Svetonedeljski dekanat), 4. Zagorskoga arhiđakonata (Krapinski, Stubički, Tuheljsko-pregradski, Zaprešićki i Zlatarsko-belečki dekanat) te 5. Remetsko-sesvetskog arhiđakonata (Remetski, Resnički, Sesvetsko-vugrovečki i Dugoselski dekanat).
Zagrebački nadbiskup metropolit je od 15. travnja 2023. mons. Dražen Kutleša. Papa Franjo prihvatio je 15. travnja 2023. odreknuće od službe zagrebačkog nadbiskupa metropolita kardinala Josipa Bozanića. U nadbiskupiji trenutačno djeluju dva pomoćna biskupa, Ivan Šaško i Mijo Gorski. 

## Biskupi i nadbiskupi

### Biskupi
1. Duh (oko 1094. godine)
2. Bartolomej (oko 1095. godine)
3. Singidin (oko 1102. godine)
4. Manases (oko 1111. godine)
5. Francika (oko 1114. godine do 1131.)
6. Macilin (oko 1134. godine)
7. Verblen (oko 1142. godine)
8. Gotšald (oko 1156. godine)
9. Bernald (oko 1163. godine)
10. Prodan (prije 1175. godine)
11. Ugrin (oko 1175. godine)
12. Dominik (oko 1193. godine do 1201.)
13. Gothard (oko 1205. godine do 1214.)
14. Stjepan I. (oko 1215. godine do 1224.)
15. Stjepan II. Babonić (oko 1225. godine do 1247.)
16. Filip (1247. – 1262.)
17. Timotej (1263. – 1287.)
18. Antun (1287.)
19. Ivan I. (1288. – 1295.)
20. Mihalj (1295. – 1303.)
21. Bl. Augustin Kažotić (1303. – 1322.)
22. Jakob I. iz Korva (1322. – 1326.)
23. Ladislav Kobolski (1326. – 1343.)
24. Jakob II. iz Piacenze (1343. – 1348.)
25. Dionizije iz Laska (1349. – 1350.)
26. Nikola I. (1350. – 1356.)
27. Stjepan III. (oko 1356. – 1375.)
28. Demetrije I. (1376. – 1378.)
29. Pavao Horvat (1379. – 1386.)
30. Ivan II. (1386. – 1394.)
31. Ivan III. Šipuški (1394. – 1397.)
32. Eberhard Alben (1397. – 1406. i 1410. – 1419.)
33. Andrija Scolari (1406. – 1410.)
34. Ivan IV. Alben (1421. – 1433.)
35. Ivan (V.) (oko 1437.)
36. Abel Kristoforov Korčulanin (1438.)
37. Benedikt I. iz Zolla (1440. – 1453.)
38. Toma iz Brenthe (1454. – 1464.)
39. Demetrije II. Čupor Moslavački (1465.)
40. Osvald Thuz (1466. – 1499.)
41. Luka Baratin (1500. – 1510.)
42. Toma II. Bakač Erdödy (1511.)
43. Ivan VI. Bakač Erdödy (1511. – 1518.)
44. Šimun I. Erdödy (1518. – 1543.)
45. Nikola II. Olah (1543. – 1548.)
46. Volfgang (Vuk) Gyulay (1548. – 1550.)
47. Pavao II. Gregorijanec (1550. – 1557.)
48. Matija Bruman (1558. – 1563.)
49. Juraj I. Drašković (1563. – 1578.)
50. Ivan VII. Krančić od Moslavine (1578. – 1584.)
51. Petar I. Herešinečki (1585. – 1587.)
52. Gašpar Stankovački (1588. – 1596.)
53. Nikola III. Stepanić Selnički     (1598. – 1602.)
54. Šimun II. Bratulić (1603. – 1611.)
55. Petar II. Domitrović (1611. – 1628.)
56. Franjo I. Hasanović Ergeljski (1628. – 1637.)
57. Benedikt II. Vinković (1637. – 1642.)
58. Martin I. Bogdan (1643. – 1647.)
59. Petar III. Petretić (1648. – 1667.)
60. Martin II. Borković (1667. – 1687.)
61. Aleksandar I. Ignacije Mikulić od Brokunovaca (1688. – 1694.)
62. Stjepan IV. Želišćević od Gacke (1694. – 1703.)
63. Martin III. Brajković (1703. – 1708.)
64. Emerik Eszterházy od Galanthe (1708. – 1722.)
65. Juraj II. Branjug (1723. – 1747.)
66. Franjo II. Klobušicki (1748. – 1751.)
67. Franjo Baltazar Thauszy (1751. – 1769.)
68. Ivan Krstitelj Paxy (1770. – 1771.)
69. Josip Galjuf (1772. – 1786.)
70. Maksimilijan Vrhovac (1787. – 1827.)
71. Aleksandar II. Alagović (1829. – 1837.)
72. Juraj III. Haulik (biskup 1837. – 1852.)

### Nadbiskupi
1. Juraj Haulik (nadbiskup 1852. – 1869.)
2. Josip Mihalović (1870. – 1891.)
3. Juraj Posilović (1894. – 1914.)
4. Antun Bauer (1914. – 1937.)
5. Bl. Alojzije Stepinac (1937. – 1960.)
6. Franjo Šeper (1960. – 1970.)
7. Sluga Božji Franjo Kuharić (1970. – 1997.)
8. Josip Bozanić (1997. – 2023.)
9. Dražen Kutleša (2023. – danas)

### Pomoćni biskupi
- Sluga Božji Josip Lang (1915. – 1924.)
- Franjo Salis-Seewis (1926. – 1967.)
- Josip Lach (1939. – 1983.)
- Sluga Božji Franjo Kuharić (1964. – 1970.)
- Josip Salač (1970. – 1975.)
- Mijo Škvorc (1970. – 1989.)
- Đuro Kokša (1978. – 1998.)
- Juraj Jezerinac (1991. – 1997.)
- Marko Culej (1992. – 1997.)
- Josip Mrzljak (1998. – 2007.)
- Vlado Košić (1998. – 2009.)
- Valentin Pozaić (2005. – 2017.)
- Ivan Šaško (2008. – )
- Mijo Gorski (2010. – )

Napomena:
Kardinali su označeni podebljanim slovima.

## Glazba
Od 2010. održava se u župi svetog Jeronima u Maksimiru Juraj fest, koncert duhovne glazbe zborova i bandova mladih župa Zagreba i Zagrebačke nadbiskupije.

## Caritas
Pokretač karitativna djelovanja u Hrvatskoj, a time i nadbiskupiji bio je nadbiskup Alojzije Stepinac, utemeljitelj Hrvatskoga Caritasa. 
Dugogodišnja ravnateljica Caritasa Zagrebačke nadbiskupije bila je Jelena Brajša.
Od 1994. u Brezovici djeluje Caritasova kuća „Blaženi Alojzije Stepinac”, koja pruža smještaj i obrazovanje djeci i mladima s teškoćama u razvoju i invalidima.
CZN izdaje povremeni informativni list Caritas.

## Krajputaši
Unutar granica Katedralnoga arhiđakonata postoji 160 krajputaša (raspela, poklonaca, križeva, pilova).

## Vanjske poveznice
- Zagrebačka nadbiskupija, službeno mrežno mjesto